# Héctor Perotas
Pedro Héctor Perotas Van-Herckenrode, (nacido el 27 de mayo de 1954 en Bilbao, Vizcaya) es un exjugador de baloncesto y geólogo español. Con 1.93 de estatura, su puesto natural en la cancha era el de alero.
Compaginó su carrera baloncestísica con la de jugador de rugby, militando en el club CAU Madrid.
Cursó estudios de Geología, especializándose en litorales marinos y fluviales.

## Historial
Se inicia en la cantera del YMCA de Madrid, con equipo que debuta en liga Nacional en 1973 profesionalmente jugaría en el  Cotonificio durante siete temporadas para después volver a Madrid donde terminaría su carrera deportiva en el Club Baloncesto Estudiantes,  equipo donde jugaría 4 temporadas.

## Trayectoria
- Cantera del YMCA de Madrid (1973-1975)
- Cotonificio (1975-1982)
- Club Baloncesto Estudiantes (1982-1986)

## Palmarés
- Campeón de la Copa Príncipe de Asturias con el Club Baloncesto Estudiantes en la temporada 1985-86.

## Características
Entrega, coraje y fuerza son las claves más notables de este jugador bilbaíno cuando salía a la
pista, con el añadido de  una notable calidad en su juego, hacían de él un complemento interesante en cualquier plantilla. Durante su etapa estudiantil, su intensidad en la cancha le hizo merecedor del mote "Rambo" por parte de la demencia.